# Frank (album)
Frank is het debuutalbum van de Britse jazz- en soulzangeres Amy Winehouse, uitgebracht in december 2003. De debuutsingle Stronger Than Me werd bekroond met een Ivor Novello Award voor beste lied. Daarnaast werd Winehouse genomineerd met een Brit Award, voor beste zangeres en beste urban-artiest, en de Mercury Music Prize voor beste album.
Haar debuutalbum Frank komt in de week na haar overlijden, 29 juli 2011, binnen op de zevende plek in de Nederlandse Album Top 100. Die plaat kwam in 2004 niet verder dan de 68e positie.

## Tracklist
1. "Intro"/"Stronger Than Me" (Amy Winehouse, Salaam Remi) – 3:54

2. "You Sent Me Flying"/"Cherry" (Winehouse, Felix Howard, Remi) – 6:50

3. "Know You Now" (Winehouse, Gordan Williams, Earl Chinna Smith, Delroy Cooper, Astor Campbell, Donovan Jackson) – 3:03

4. "Fuck Me Pumps" (Winehouse, Remi) – 3:20

5. "I Heard Love Is Blind" (Winehouse) – 2:10

6. "Moody's Mood For Love"/"Teo Licks" (Jimmy McHugh, Dorothy Fields, James Moody) – 3:28

7. "(There Is) No Greater Love" (Isham Jones, Marty Symes) – 2:08

8. "In My Bed" (Winehouse, Remi) – 5:17

9. "Take The Box" – 3:20

10. "October Song" – 3:24

11. "What Is It About Men" – 3:29

12. "Help Yourself" – 5:01

13. "Amy Amy Amy"/"Outro"/"Brother" - 3:14

14. "Mr Magic (Through the Smoke)"

## Hitnoteringen

### NederlandseAlbum Top 100
| Hitnotering: (Week 1 t/m 7) 27-03-2004 t/m 08-05-2004 Hitnotering: (Week 8 t/m 14) 26-06-2004 t/m 07-08-2004 Hitnotering: (Week 15) 22-01-2005 Hitnotering: (Week 16 t/m 18) 30-07-2011 t/m 13-08-2011 | Hitnotering: (Week 1 t/m 7) 27-03-2004 t/m 08-05-2004 Hitnotering: (Week 8 t/m 14) 26-06-2004 t/m 07-08-2004 Hitnotering: (Week 15) 22-01-2005 Hitnotering: (Week 16 t/m 18) 30-07-2011 t/m 13-08-2011 | Hitnotering: (Week 1 t/m 7) 27-03-2004 t/m 08-05-2004 Hitnotering: (Week 8 t/m 14) 26-06-2004 t/m 07-08-2004 Hitnotering: (Week 15) 22-01-2005 Hitnotering: (Week 16 t/m 18) 30-07-2011 t/m 13-08-2011 | Hitnotering: (Week 1 t/m 7) 27-03-2004 t/m 08-05-2004 Hitnotering: (Week 8 t/m 14) 26-06-2004 t/m 07-08-2004 Hitnotering: (Week 15) 22-01-2005 Hitnotering: (Week 16 t/m 18) 30-07-2011 t/m 13-08-2011 | Hitnotering: (Week 1 t/m 7) 27-03-2004 t/m 08-05-2004 Hitnotering: (Week 8 t/m 14) 26-06-2004 t/m 07-08-2004 Hitnotering: (Week 15) 22-01-2005 Hitnotering: (Week 16 t/m 18) 30-07-2011 t/m 13-08-2011 | Hitnotering: (Week 1 t/m 7) 27-03-2004 t/m 08-05-2004 Hitnotering: (Week 8 t/m 14) 26-06-2004 t/m 07-08-2004 Hitnotering: (Week 15) 22-01-2005 Hitnotering: (Week 16 t/m 18) 30-07-2011 t/m 13-08-2011 | Hitnotering: (Week 1 t/m 7) 27-03-2004 t/m 08-05-2004 Hitnotering: (Week 8 t/m 14) 26-06-2004 t/m 07-08-2004 Hitnotering: (Week 15) 22-01-2005 Hitnotering: (Week 16 t/m 18) 30-07-2011 t/m 13-08-2011 | Hitnotering: (Week 1 t/m 7) 27-03-2004 t/m 08-05-2004 Hitnotering: (Week 8 t/m 14) 26-06-2004 t/m 07-08-2004 Hitnotering: (Week 15) 22-01-2005 Hitnotering: (Week 16 t/m 18) 30-07-2011 t/m 13-08-2011 | Hitnotering: (Week 1 t/m 7) 27-03-2004 t/m 08-05-2004 Hitnotering: (Week 8 t/m 14) 26-06-2004 t/m 07-08-2004 Hitnotering: (Week 15) 22-01-2005 Hitnotering: (Week 16 t/m 18) 30-07-2011 t/m 13-08-2011 | Hitnotering: (Week 1 t/m 7) 27-03-2004 t/m 08-05-2004 Hitnotering: (Week 8 t/m 14) 26-06-2004 t/m 07-08-2004 Hitnotering: (Week 15) 22-01-2005 Hitnotering: (Week 16 t/m 18) 30-07-2011 t/m 13-08-2011 | Hitnotering: (Week 1 t/m 7) 27-03-2004 t/m 08-05-2004 Hitnotering: (Week 8 t/m 14) 26-06-2004 t/m 07-08-2004 Hitnotering: (Week 15) 22-01-2005 Hitnotering: (Week 16 t/m 18) 30-07-2011 t/m 13-08-2011 | Hitnotering: (Week 1 t/m 7) 27-03-2004 t/m 08-05-2004 Hitnotering: (Week 8 t/m 14) 26-06-2004 t/m 07-08-2004 Hitnotering: (Week 15) 22-01-2005 Hitnotering: (Week 16 t/m 18) 30-07-2011 t/m 13-08-2011 | Hitnotering: (Week 1 t/m 7) 27-03-2004 t/m 08-05-2004 Hitnotering: (Week 8 t/m 14) 26-06-2004 t/m 07-08-2004 Hitnotering: (Week 15) 22-01-2005 Hitnotering: (Week 16 t/m 18) 30-07-2011 t/m 13-08-2011 | Hitnotering: (Week 1 t/m 7) 27-03-2004 t/m 08-05-2004 Hitnotering: (Week 8 t/m 14) 26-06-2004 t/m 07-08-2004 Hitnotering: (Week 15) 22-01-2005 Hitnotering: (Week 16 t/m 18) 30-07-2011 t/m 13-08-2011 | Hitnotering: (Week 1 t/m 7) 27-03-2004 t/m 08-05-2004 Hitnotering: (Week 8 t/m 14) 26-06-2004 t/m 07-08-2004 Hitnotering: (Week 15) 22-01-2005 Hitnotering: (Week 16 t/m 18) 30-07-2011 t/m 13-08-2011 | Hitnotering: (Week 1 t/m 7) 27-03-2004 t/m 08-05-2004 Hitnotering: (Week 8 t/m 14) 26-06-2004 t/m 07-08-2004 Hitnotering: (Week 15) 22-01-2005 Hitnotering: (Week 16 t/m 18) 30-07-2011 t/m 13-08-2011 | Hitnotering: (Week 1 t/m 7) 27-03-2004 t/m 08-05-2004 Hitnotering: (Week 8 t/m 14) 26-06-2004 t/m 07-08-2004 Hitnotering: (Week 15) 22-01-2005 Hitnotering: (Week 16 t/m 18) 30-07-2011 t/m 13-08-2011 | Hitnotering: (Week 1 t/m 7) 27-03-2004 t/m 08-05-2004 Hitnotering: (Week 8 t/m 14) 26-06-2004 t/m 07-08-2004 Hitnotering: (Week 15) 22-01-2005 Hitnotering: (Week 16 t/m 18) 30-07-2011 t/m 13-08-2011 | Hitnotering: (Week 1 t/m 7) 27-03-2004 t/m 08-05-2004 Hitnotering: (Week 8 t/m 14) 26-06-2004 t/m 07-08-2004 Hitnotering: (Week 15) 22-01-2005 Hitnotering: (Week 16 t/m 18) 30-07-2011 t/m 13-08-2011 | Hitnotering: (Week 1 t/m 7) 27-03-2004 t/m 08-05-2004 Hitnotering: (Week 8 t/m 14) 26-06-2004 t/m 07-08-2004 Hitnotering: (Week 15) 22-01-2005 Hitnotering: (Week 16 t/m 18) 30-07-2011 t/m 13-08-2011 | Hitnotering: (Week 1 t/m 7) 27-03-2004 t/m 08-05-2004 Hitnotering: (Week 8 t/m 14) 26-06-2004 t/m 07-08-2004 Hitnotering: (Week 15) 22-01-2005 Hitnotering: (Week 16 t/m 18) 30-07-2011 t/m 13-08-2011 | Hitnotering: (Week 1 t/m 7) 27-03-2004 t/m 08-05-2004 Hitnotering: (Week 8 t/m 14) 26-06-2004 t/m 07-08-2004 Hitnotering: (Week 15) 22-01-2005 Hitnotering: (Week 16 t/m 18) 30-07-2011 t/m 13-08-2011 | Hitnotering: (Week 1 t/m 7) 27-03-2004 t/m 08-05-2004 Hitnotering: (Week 8 t/m 14) 26-06-2004 t/m 07-08-2004 Hitnotering: (Week 15) 22-01-2005 Hitnotering: (Week 16 t/m 18) 30-07-2011 t/m 13-08-2011 |
| Week: | 1 | 2 | 3 | 4 | 5 | 6 | 7 | | 8 | 9 | 10 | 11 | 12 | 13 | 14 | | 15 | | 16 | 17 | 18 | |
| --- | --- | --- | --- | --- | --- | --- | --- | --- | --- | --- | --- | --- | --- | --- | --- | --- | --- | --- | --- | --- | --- | --- |
| Positie: | 100 | 76 | 73 | 68 | 72 | 86 | 88 | uit | 95 | 91 | 81 | 80 | 90 | 96 | 95 | uit | 92 | uit | 7 | 25 | 41 | uit |

### VlaamseUltratop 200Albums
| Hitnotering: 07-06-2008 | Hitnotering: 07-06-2008 | Hitnotering: 07-06-2008 |
| Week:                   | 1                       |                         |
| ----------------------- | ----------------------- | ----------------------- |
| Positie:                | 35                      | uit                     |